# Karl Scatliffe
Karl Scatliffe (ur. 4 maja 1967 w Road Town) – lekkoatleta pochodzący z Brytyjskich Wysp Dziewiczych, skoczek wzwyż, olimpijczyk z Barcelony (1992).
Zawodnik reprezentował swój kraj na igrzyskach w Barcelonie – w skoku wzwyż zajął 39. miejsce.

## Rekordy życiowe
| Konkurencja | Wynik | Miejsce   | Data         |
| ----------- | ----- | --------- | ------------ |
| skok wzwyż  | 2,13  | Road Town | 1 lipca 1990 |